# Hugo Carlsson
Sten Hugo Carlsson, född den 29 november 1968 i Lund, är en svensk manusförfattare och komiker. 
Carlsson har bland annat ingått i manusgrupper och redaktioner bakom TV-program som Snacka om nyheter, Retroaktivt och Teveteve för SVT samt Extra! Extra! för TV3. Han skriver även manus till ståuppkomiker, konferencierer och liknande.
Carlsson har mycket av sin bakgrund inom Lunds studentvärld där han under en följd av år på 1990-talet var en av de mer framträdande spexarna inom såväl Jesperspexet som Lundaspexarna (där han även var ekonomichef). Han var chef för Tält- och smånöjessektionen Lundakarnevalen 1998 och gjorde en kritikerrosad insats i den ena huvudrollen som den dryge professor Krona i karnevalsfilmen Vaktmästaren och professorn 2002. Till karnevalsfilmen Sigillet 2006 var han en av manusförfattarna. Han är även ledamot av Uarda-akademien. Våren 2009 medverkade Carlsson tillsammans med ett flertal andra tidigare lundaspexare i farsen Efter kaffet på Lilla Teatern.
Carlsson var 2007 en av initiativtagarna till Lunds musikteater och översatte också dess första uppsättning, en svensk premiär av den engelska musikalen Moby Dick. Bland andra översättningar av Carlsson märks scenversionen av High School Musical (tillsammans med Henrik Widegren) och Eric Idles Monty Python-musikal Spamalot (tillsammans med Adde Malmberg).
Hugo Carlsson är nasifierad som näsa nr 143 i Akademiska Föreningens Nasotek och har tilldelats epitetet "Filmskapelsens Krona", alluderande på hans rollfigur Gerhard Krona i Vaktmästaren och professorn.
Hugo Carlsson är i grunden utbildad civilingenjör.

## Filmografi
- 1995 – Snacka om nyheter (TV-serie, manus)
- 2002 – Vaktmästaren och professorn – Professor Gerhard Krona
- 2006 - Sigillet – Bibliotekarie (även manus)
- 2010 – Dessa Lund – Professor Widegren
- 2014 – Överliggaren – Archibald Svenbrant